# Čonoplja
Čonoplja (serbocroata cirílico: Чонопља; húngaro: Csonoplya; alemán: Tschonopel) es un pueblo de Serbia, constituido administrativamente como una pedanía de la ciudad de Sombor en el distrito de Bačka del Oeste de la provincia autónoma de Voivodina.
En 2011 tenía 3426 habitantes. Más de dos tercios de los habitantes son serbios; entre las minorías destacan los magiares, que forman el 15% de la población local.
Se conoce su existencia desde el siglo XIV, cuando se menciona con el nombre de Conoklija en documentos del reino de Hungría. En el siglo XVI, los documentos turcos lo mencionan como un pequeño asentamiento de mayoría étnica serbia; a los serbios se añadieron bunjevcis en el siglo XVII y alemanes y magiares en el siglo XVIII. Los alemanes, procedentes principalmente de Alsacia, Lorena y Hunsrück, se convirtieron pronto en el principal grupo étnico. Antes de la Segunda Guerra Mundial, los alemanes formaban más de la mitad de la población local, repartiéndose el resto de la población principalmente entre magiares y croatas; tras la guerra, los alemanes fueron expulsados y se repobló la localidad con más de tres mil eslavos procedentes de Slunj, Gvozd y Cazin.
Se ubica unos 10 km al este de la capital municipal y distrital Sombor.